# Ethel Myers
Ethel Myers (ur. jako Lillian Cochran 23 sierpnia 1881 w Brooklynie, zm. 24 maja 1960 w Cornwall) – amerykańska rzeźbiarka, malarka, projektantka mody i wykładowczyni. Najbardziej znana ze swoich  żartobliwych statuetek z brązu, przedstawiających miejskie kobiety. 9 spośród nich zostało wystawionych w 1913 roku na wystawie Armory Show, która zapoczątkowała modernizm w Ameryce. Żona malarza Jerome’a Myersa (od 1905).
Członkini New York Society of Women Artists i New York Ceramic Society.

## Życiorys i twórczość

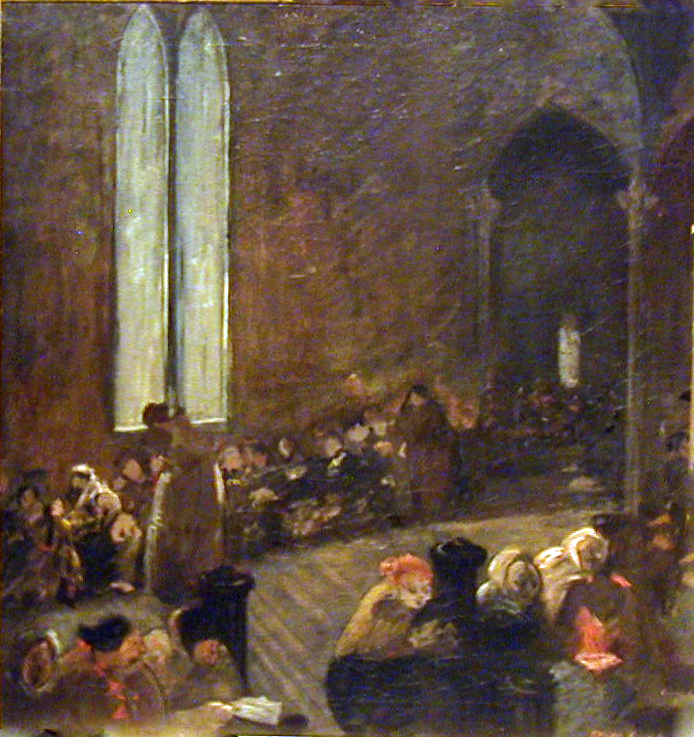
Tłum w kościele, jeden z wczesnych obrazów Ethel Myers

Urodzona jako Lillian Cochran została później adoptowana i wychowana przez Michaela i Alfaratę Orr Klinck, którzy dali jej nowe imię i nazwisko, May Ethel Klinck (lub Mae Ethel Klinck). Na początku kariery artystycznej uprawiała malarstwo. Studiowała pod kierunkiem Williama Merritta Chase’a w jego szkole, a w latach 1898–1904 w New York School of Art pod kierunkiem Roberta Henri i Kennetha Hayesa Millera. Tematem jej wczesnych rysunków i obrazów byli mieszkańcy Lower East Side. W 1905 roku wyszła za mąż za Jeroma Myersa, malarza związanego z ugrupowaniem Ashcan School. Zaczęła wówczas tworzyć niewielkie, żartobliwe w charakterze rzeźby–statuetki z brązu, przedstawiające różne typy miejskich kobiet, utrzymane w duchu realizmu miejskiego Ashcan School. Modele tych rzeźb były sporządzane z gipsu lub terakoty, a następnie odlewane z brązu. Artystka wykazała w nich swą zdolność do obracania rzeczywistości w mit, a zwykłej sceny – w przypowieść. Jej rzeźby ucieleśniały ducha wodewilu, burleski, komedii muzycznej i trotuarów Nowego Jorku. 9 z nich zostało wystawionych na Armory Show spotykając się z uznaniem. Były to: Matrona, Kumoszki z Piątej Alei, Dziewczyna z Piątej Alei, Dziewczyna z Madison Avenue, Portret–impresja pani D. M., Wdowa, Hazardzista, Wyższy korytarz, Księżniczka (numery katalogu wystawy:  662–670). Według amerykańskiej historyk sztuki Charlotte Streifer Rubinstein Myers należała do najbardziej kreatywnych amerykańskich artystów, którzy wystawiali na Armory Show. Myers miała również kilka wystaw indywidualnych, w tym w galeriach Folsom, Beilin i Knoedler. Jej rzeźby i rysunki były wystawiane w Art Institute of Chicago, Brooklyn Museum, Corcoran Gallery of Art, National Academy of Design, Pennsylvania Academy of the Fine Arts i Whitney Museum of American Art.
W latach 20. i 30. Ethel Myers zarabiała na utrzymanie projektując ubrania i kapelusze dla nowojorskich celebrytek. Była także zastępczynią dyrektora New York School of Art, a później uczyła malarstwa i ceramiki. Po śmierci męża w 1940 roku jeździła z wykładami na temat swej twórczości po całych Stanach Zjednoczonych, a także prowadziła galerię jego imienia. W latach 1949–1959 była dyrektorem artystycznym wydziału sztuk pięknych i ceramiki Christodora House. Na krótko przed śmiercią przeprowadziła się do Cornwall.
W 1963 roku w Robert Schoelkopf Gallery wystawiono obrazy olejne i rzeźby Ethel Myers.

## Zbiory
Prace Ethel Myers znajdują się w Delaware Art Museum, Storm King Art Center i University of Nebraska Art Museum.

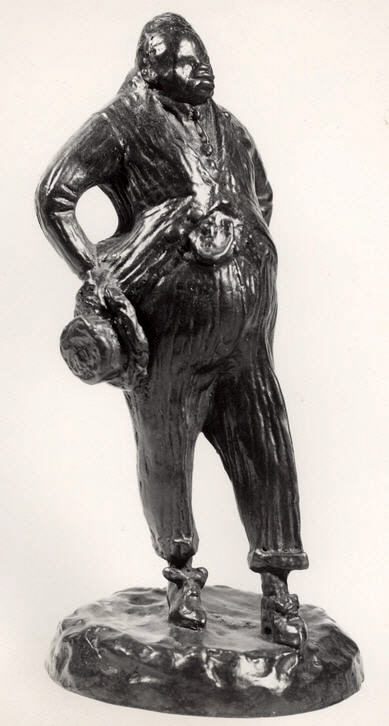
Hazardzista
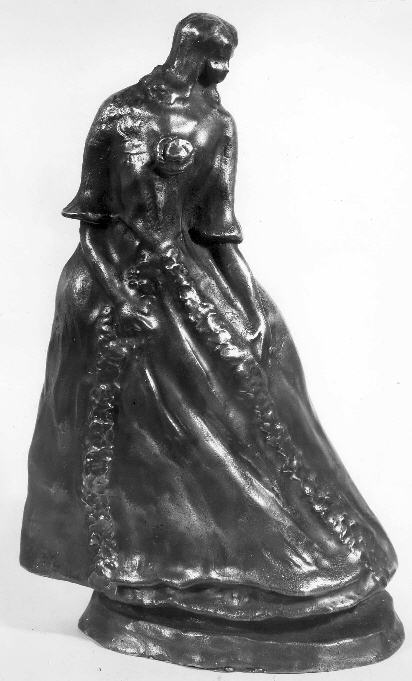
Berkeley Square
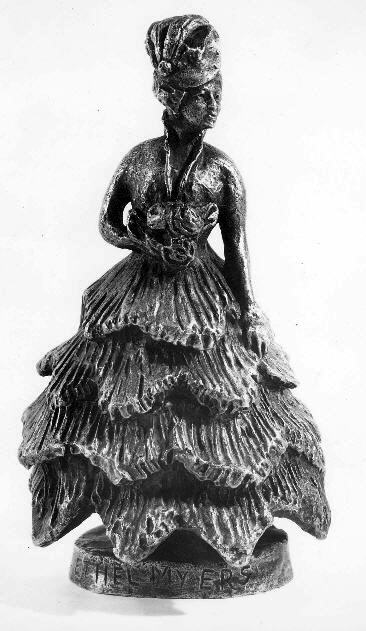
Dziewczyna w krynolinie
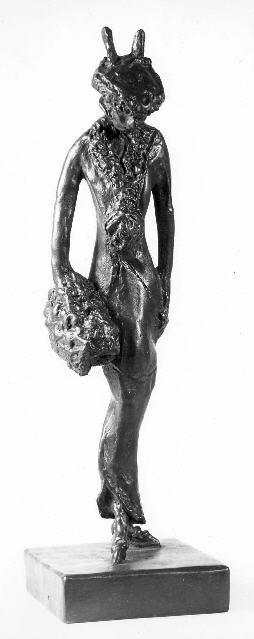
Dziewczyna z Piątej Alei
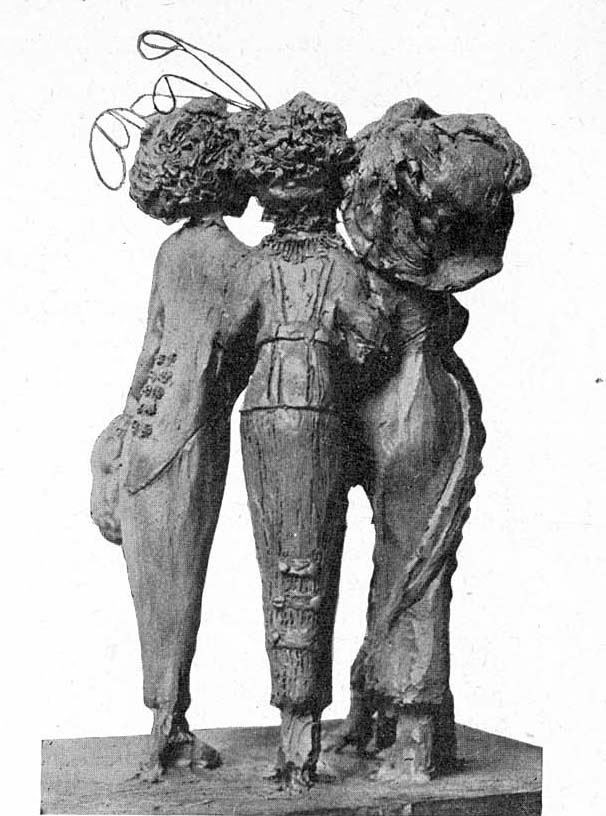
Kumoszki z Piątej Alei
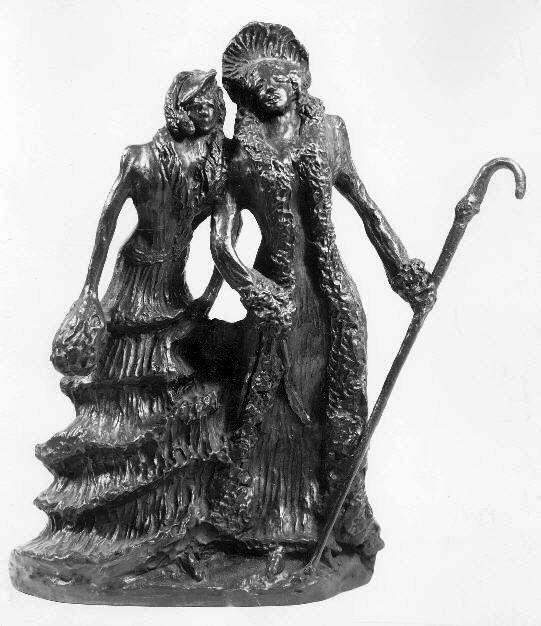
Wodewilowa obsada
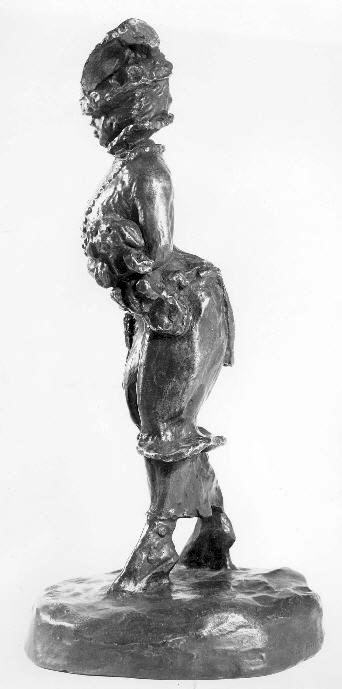
Dama
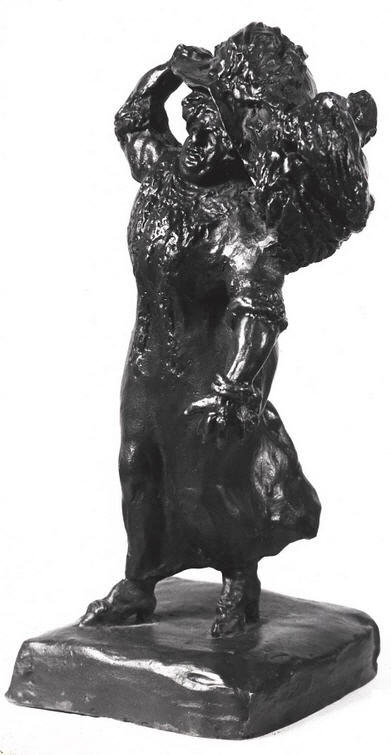
Matrona